# Bentley Bentayga
Bentley Bentayga är en SUV tillverkad av Bentley som introducerades på bilsalongen i Frankfurt i september 2015, som årsmodell 2016. Bentayga är Bentleys första SUV.
Bentley presenterade namnet Bentayga år 2015.

## Motorer
| Bensin | Bensin | Bensin                                | Bensin                                        |
| Typ    | År     | Motortyp                              | Effekt(hk), vridmoment@rpm                    |
| ------ | ------ | ------------------------------------- | --------------------------------------------- |
| V12    | 2016—  | 5,950 cc (5.95 L; V12                 | 447 kW; (600 hk)@5000-6000, 900 N⋅m@1350–4000 |
| V8     | 2018—  | 3,956 cc (3.956 L; V8                 | 400 kW; (540 hk)@6000, 770 N⋅m@1960–4500      |
| Hybrid | 2019—  | 2,984 cc (2.984 L; PHEV V6 twin turbo | 340 kW; (456 hk)@6000, 700 N⋅m@1100-4500      |
| Diesel |        |                                       |                                               |
| Typ    | År     | Motortyp                              | Effekt(hk), vridmoment@rpm                    |
| Diesel | 2017—  | 3,956 cc (3.956 L; V8 twin turbo      | 320 kW; (429 hk)@3750-5000, 900 N⋅m@1000–3250 |